# Thịt ngựa

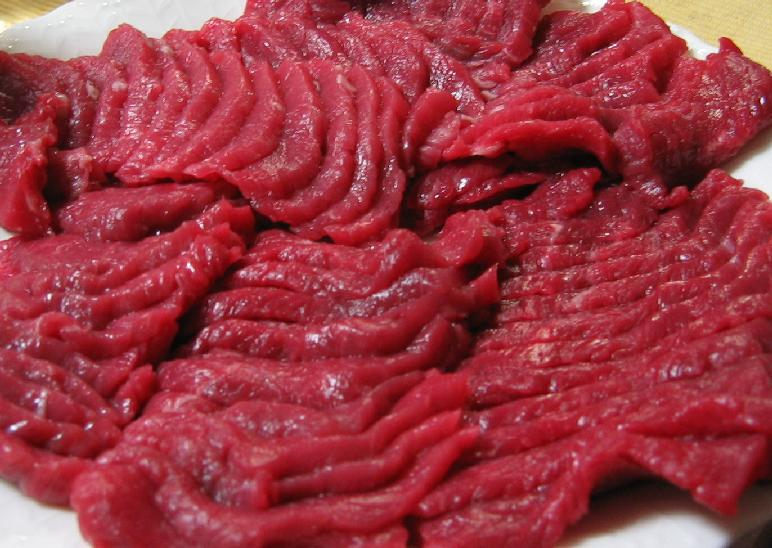
Basashi, món ăn làm từ thịt ngựa sống

Thịt ngựa là thịt từ những con ngựa, đây là loại nguyên liệu phổ biến trong ẩm thực của các nước Châu Á, nhất là vùng Trung Á, các nước vùng Trung Mỹ. Trong lịch sử, thịt ngựa là món ăn chính ở vùng Trung Á trong nhiều thế kỷ, và nó cũng là một phần trong văn hóa ẩm thực truyền thống của nhiều quốc gia khác trên thế giới từ châu Âu đến Nam Mỹ và châu Á. Hiện nay, thịt ngựa được coi là một món ăn thông dụng ở nhiều nước trên thế giới. Người Pháp không chỉ ăn thịt ngựa, mà còn ăn óc và tim ngựa. Trên thực tế, thịt ngựa đã trở thành món ăn của con người kể từ khi chúng xuất hiện.
Trong chiến tranh, thịt ngựa là món ăn cung cấp nhiều protein mà lại có giá thành rẻ, nhiều tướng sĩ đã cho giết ngựa để ăn cứu đói. Ngày nay, thịt ngựa được ưa chuộng vì có mùi vị đặc biệt.. Thịt ngựa là món khoái khẩu và bổ dưỡng của đồng bào các tỉnh biên giới phía Bắc Việt Nam; cao ngựa bạch rất có giá trị trong việc chữa bệnh xương khớp với người cao tuổi. Thịt ngựa được coi là một món ăn ở nhiều nước. Trong thời bình, người ta ăn thịt ngựa vì hương vị ngon của nó. Mỹ và Vương quốc Anh là một trong những nhà xuất khẩu thịt ngựa lớn nhất thế giới.

## Đặc điểm

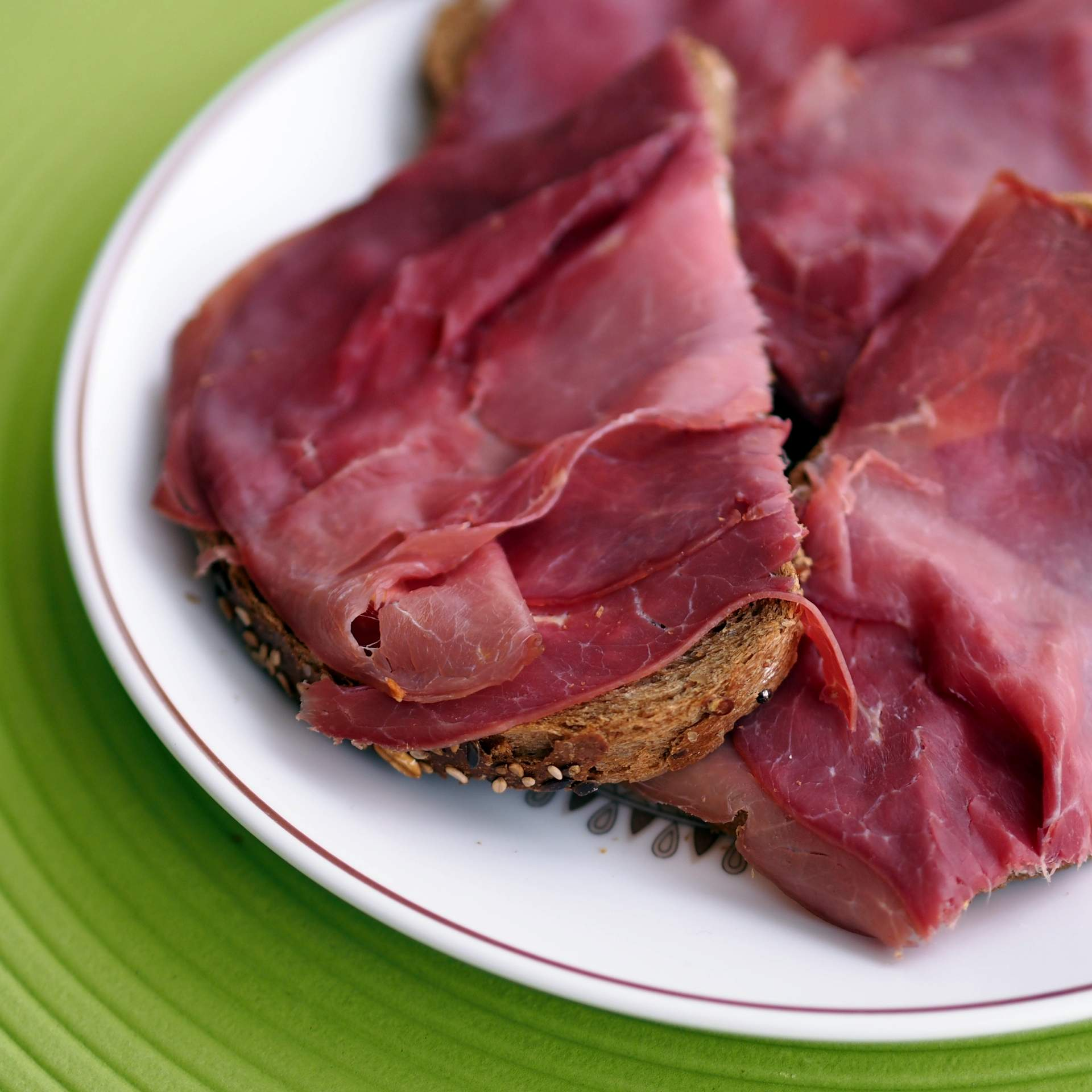
Thịt ngựa

Thịt ngựa không những giàu chất dinh dưỡng hơn thịt bò mà loại thịt này còn có hàm lượng chất béo, cholesterol thấp nên dễ tiêu hóa và tốt cho sức khỏe. Không những vậy, thịt ngựa còn có vị thơm ngọt, rất hấp dẫn. Thịt ngựa có tính mát, lành tính, không hôi như thịt bò, và rất phù hợp với những người có cơ địa dị ứng với thịt bò. Thịt ngựa, tươi ngon, có thể so được với thịt bò, thậm chí thịt ngựa nhiều đạm và ít mỡ hơn thịt bò. Nhiều người ở châu Âu cho rằng thịt ngựa ngon hơn thịt bò.
Nhìn chung, thịt ngựa siêu nạc, hàm lượng chất béo chỉ đạt tới 3%. Thịt ngựa là thịt khi ăn có vị ngọt so với thịt bò, vị của thịt ngựa ngọt hơn, vì hàm lượng chất glycogen cao gấp 3 lần, hàm lượng Acid glutamic đem lại vị đậm đà của thịt ngựa khá cao (2625 mg%). Chất đạm protein cũng góp phần vào vị ngọt của thịt ngựa. Nhược điểm của thịt ngựa là vì nó hàm chứa nhiều chất bổ dưỡng nên thịt ngựa bảo quản không kỹ, rất dễ bị nhiễm khuẩn nhất là dưới dạng thịt xay hay thịt bằm. Ngựa là loại động vật ăn cỏ, từ lâu đã được xếp vào một trong những loài động vật được dùng làm nguyên liệu để làm thuốc. Hầu hết các bộ phận của ngựa đều có thể dùng làm thuốc như xương ngựa, sữa ngựa...
Thịt ngựa có thành phần dinh dưỡng cao, có vị ngọt, tác dụng bổ gân dưỡng cơ, đây là một loại sản phẩm rất bổ dưỡng, nó cung cấp nhiều sinh tố, amino acid, khoáng chất, chất sắt, cho nên dùng rất tốt cho những người suy dinh dưỡng, đặc biệt là bệnh nhân đang trị bệnh. Sử dụng thịt ngựa cho những người có sức khoẻ yếu, cho những bệnh nhân để phục hồi sức khoẻ là rất cần thiết. Đặc biệt, trong thịt ngựa có rất nhiều chất sắt nên những người thiếu máu, phụ nữ mang thai ăn là rất tốt. Đối với người gầy yếu, mới ốm dậy, suy nhược cơ thể có thể ăn hàng ngày, trẻ em còi xương suy dinh dưỡng ăn thịt ngựa góp phần làm cơ thể cứng cáp, nhanh nhẹn hoạt bát, thanh niên sẽ vạm vỡ, cường tráng, người già chống đau nhức xương và loãng xương…
Được xem là loại thịt có giá trị dinh dưỡng cao, nhiều sắt, tốt cho người đang phải kiêng mỡ, thịt ngựa hiện không còn là món ăn lạ trong thực đơn của nhiều gia đình. Tuỳ loại thịt ngựa mà có giá khác nhau. Thịt thăn lưng, thịt bắp giá cao, các loại khác giá thấp hơn. Giò ngựa cũng được nhiều khách đặt mua. Thịt thăn loại 1, Thịt loại 2 như vai, sườn Riêng các loại giò ngựa, thịt tim ngựa. Các loại ruốc thịt ngựa hiếm hơn. Lòng ngựa để chế biến món thắng cố. Thịt ngựa nhiều đạm, giò ngựa ngon, ăn vào khoẻ như ngựa. Cách chế biến thịt ngựa khá giống với thịt bò do mùi vị, màu sắc không khác biệt quá nhiều. Yêu cầu thịt ngựa chất lượng tốt là màu đỏ đậm, thớ chắc, để lâu không ra nước, khi chế biến phải mềm và không có mùi ngái.
Khi chế biến không chỉ thích hợp dùng để hầm, nấu, quay, ninh mà còn có thể dùng làm bít tết, nướng, rim,......Thịt ngựa hàm chứa phong phú các thành phần dinh dưỡng bồi bổ: chất đạm nhiều, chất béo thấp, chất Cholesterrol thấp. Có công dụng bổ ích khí huyết, ích thận tráng dương. Có hiệu quả bổ trợ trị liệu nhất định đối với người bị lao lực. Vì những đặc điểm đó mà hiện nay thịt ngựa đã trở thành loại thực phẩm khá được ưa chuộng. Thịt ngựa rất hợp với các loại rau và gia vị như: mùi tàu, lá lốt, mù tạt, tỏi, hạt tiêu sọ. Một bí quyết khi chế biến thịt ngựa là phải đợi chảo nóng già rồi mới cho thịt vào chiên, xào… nhằm tạo cho bề mặt thịt săn lại nhưng bên trong vẫn mềm và không bị khô, vẫn giữ lại được đầy đủ chất dinh dưỡng, hương thơm và vị ngọt của miếng thịt.
Thịt ngựa nếu không được bảo quản cẩn thận sẽ rất dễ bị nhiễm khuẩn, nhất là dưới dạng thịt xay, băm. Vì thế sau khi xay hoặc băm thịt ngựa thì nên sử dụng ngay. Một điểm chú ý nữa là không nên bảo quản thịt ngựa chưa chế biến bằng tủ lạnh, bởi vì làm như vậy thì thịt ngựa sẽ bị mất nước, khi nấu sẽ bị khô. Có rất nhiều món ăn ngon được chế biến từ thịt ngựa như: ngựa bít tết, thịt ngựa hầm khoai tây, thịt ngựa xào lá lốt, cải cuốn thịt ngựa, thịt ngựa chua ngọt, thịt ngựa cuộn rau củ nướng, thịt ngựa xào cay, thịt ngựa cuốn bánh tráng, thịt ngựa hầm nấm đùi gà, thịt ngựa bằm xúc bánh đa… Yêu cầu thịt ngựa chất lượng tốt là màu đỏ đậm, thớ chắc, để lâu không ra nước, khi chế biến phải mềm và không có mùi ngái.

## Trên thế giới
Ngay từ thời kỳ thượng cổ các nhà ẩm thực đã biết mùi vị đặc biệt của thịt ngựa. Song sau đó thì người ta ít ăn thịt ngựa vì coi ngựa như là loài vật chỉ dùng để giúp con người trong di chuyển, vận chuyển và lao động cầy bừa đồng áng. Tuy nhiên, do sợ bệnh bò điên nên trong vòng 10 năm trở lại đây mức tiêu thụ thịt ngựa đã tăng lên hơn gấp đôi so với trước (tăng 240%). Thịt ngựa có cách nhìn nhận khác nhau trong văn hóa ẩm thực của các nước trên thế giới, cụ thể là:

### Châu Á

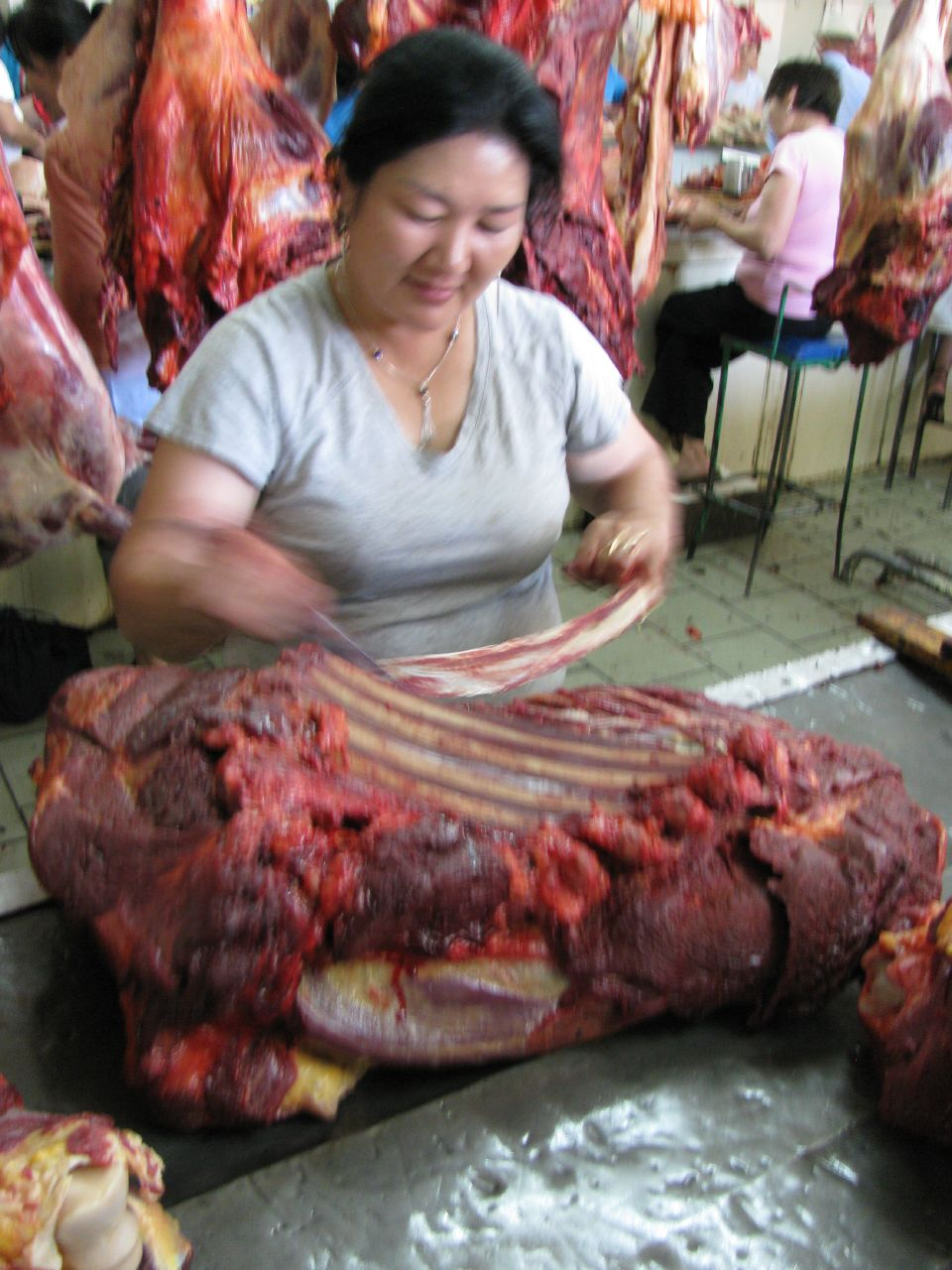
Thịt ngựa được bày bán tại Mông Cổ

Người Mông Cổ ăn xúc xích thịt ngựa Mông Cổ gọi là kazy và uống thứ rượu làm từ sữa ngựa gọi là airag. Họ chuộng thịt bò và thịt cừu hơn, song thịt ngựa vẫn được nhiều người chọn dùng vào mùa đông giá lạnh vì nó ít cholesterol và thịt ngựa được giữ cho không đông và theo truyền thống, người Mông Cổ tin rằng thực phẩm này giúp cho cơ thể ấm hơn. Người Kazakhstan cũng là dân du mục nên sử dụng thịt ngựa làm thực phẩm thông dụng. Người Kazakhstan có nhiều cách chế biến thịt ngựa như là, xúc xích thịt ngựa gọi là shuzhuk, thịt ngựa sấy khô gọi là sur-yet

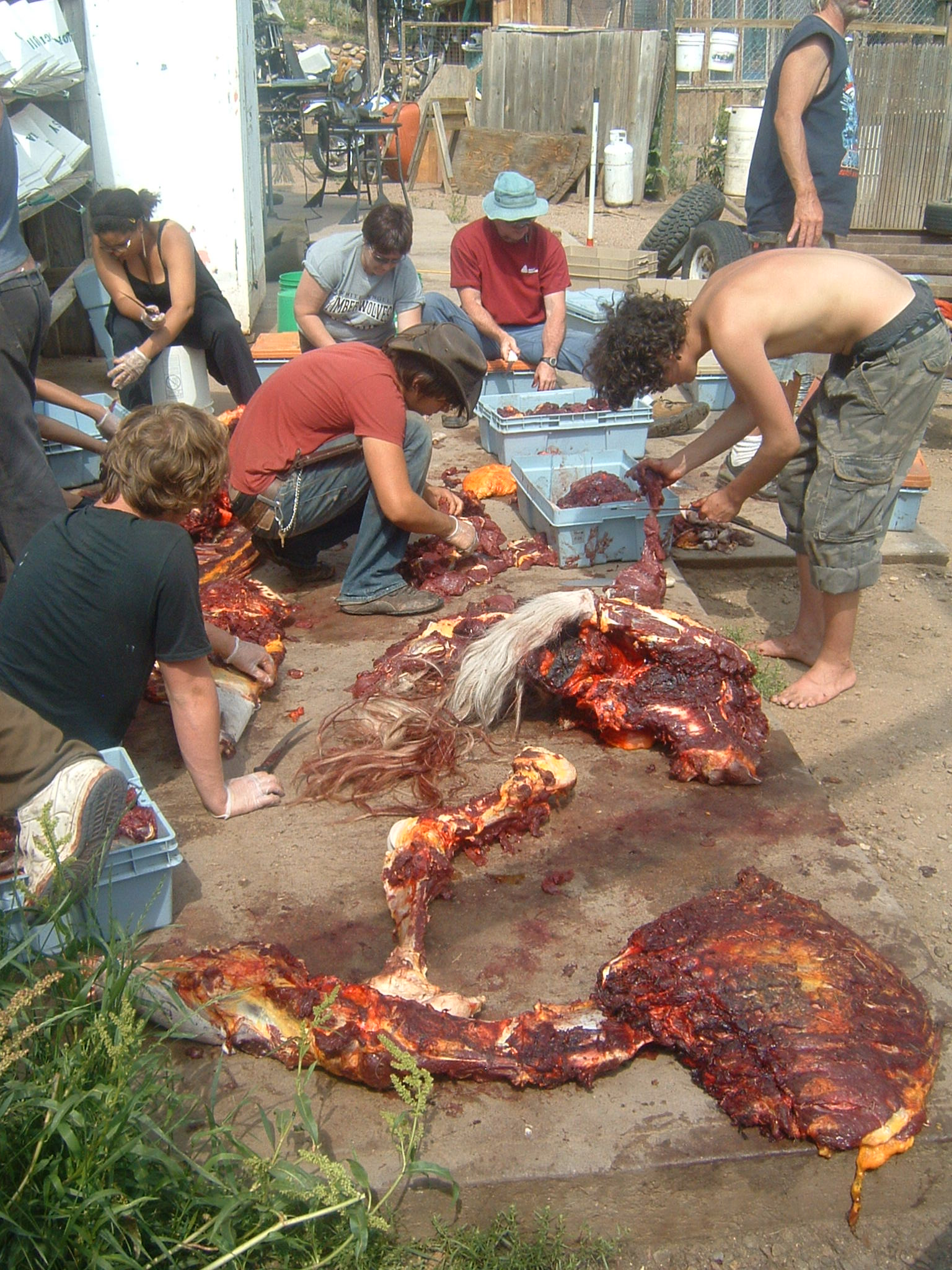
Cảnh mổ giết thịt ngựa

Ở Ấn Độ, thịt ngựa không được dùng làm thực phẩm mặc dù nó hiện diện trong các nghi thức của đẳng cấp võ sĩ Kshatriyas cách đây nhiều thế kỷ. Ngựa được dùng làm thực phẩm đối với người Ba Tư, Thổ Nhĩ Kỳ, người Ai Cập và người Tatar nhưng bị cấm ở Maghreb.
Tại Hàn Quốc, thịt ngựa sống (quanh phần cổ) được ăn với nước tương và dầu mè. Thịt ngựa còn được coi là món cao lương mỹ vị ở đảo Jeju của Hàn Quốc. Ở Trung Quốc, thịt ngựa nhìn chung được chấp nhận tiêu thụ ngoại trừ tỉnh Vân Nam và thành phố Quế Lâm vì họ cho rằng thịt ngựa không ngon mà lại có hại cho sức khỏe, thậm chí độc hại. Trung Quốc vẫn được coi là quốc gia tiêu thụ và sản xuất thịt ngựa lớn nhất thế giới.
Ở Nhật Bản, thịt ngựa sống được gọi là sakura hay sakuraniku (sakura nghĩa là hoa anh đào, còn niku là thịt) do nó có màu hồng. Thịt ngựa có thể dùng sống như món sashimi với những lát cắt mỏng nhúng vào nước tương, đôi khi ăn chung với gừng và củ hành - trong trường hợp này món sẽ được gọi là basashi. Người Nhật gọi thịt ngựa nướng xiên là baniku hay bagushi. Các thành phố Kunamoto, Nagano và Oita vốn rất nổi tiếng với món basashi. Cũng có món tráng miệng đặc biệt có thành phần thịt ngựa gọi là kem basashi.
Ở Việt Nam, Ngày nay thịt ngựa không còn là hàng hiếm, không còn quá xa lạ đối với các bà nội trợ hiện đại. Thịt ngựa sẽ còn được ưa chuộng hơn nữa nếu như giá của nó rẻ hơn. Hiện nay (2013) giá thịt ngựa tại các chợ khoảng trên 250.000 đ/kg. Cụ thể là thịt mông ngựa giá 250.000 đ/kg, thịt bắp ngựa là 260.000 đ/kg, thịt thăn ngựa là 280.000 đ/kg. Có người còn quảng bá mã pín tửu (rượu dương vật ngựa) để uống cho bổ dương. Một số người Việt Nam tin rằng ăn thịt ngựa giải xui, nhiều người đặt mua làm cỗ tết niên.
Ở vùng núi phía Bắc có món nồi thắng cố (theo âm Hán Việt, thắng cố có nghĩa là thang cốt, là món canh xương. Nhưng cũng có người cho rằng đó là biến âm của từ thoảng, cố theo tiếng H'Mông có nghĩa là nồi nước) kèm rượu ngô là chuẩn vị trong phiên chợ Ma Lé, món này gồm thịt ngựa cùng nhiều các loại lòng mề phổi phèo sôi trong nồi. Thịt nấu thắng cố truyền thống là thịt ngựa rồi dần dần có thêm thắng cố bằng thịt bò, thịt trâu và thịt lợn. Nhưng ngon nhất vẫn là món thắng cố ngựa.
Ngựa sau khi giết mổ, người ta lọc thăn bắp và các phần nạc riêng để bán. Phần xương xẩu được chặt nhỏ cùng gân cốt bạc nhạc, mỡ và các loại thịt vụn, tiết đông cắt thành miếng nhỏ, tim gan phèo phổi cho hết vào chảo, nêm nếm gia vị truyền thống gồm muối, thảo quả, địa điền. Đảo toàn bộ mọi thứ trên lửa rồi đổ thêm nước, đun liên tục trong nhiều giờ. Vừa đun vừa vớt váng bẩn bỏ đi.
Cũng Ở Việt Nam Vì tin rằng ăn thịt ngựa sẽ giải xui, nhiều người sẵn sàng chi tiền triệu để đặt mua làm cỗ tất niên. Giá mỗi cân thịt ngựa trung bình khá cao nhưng vẫn cháy hàng khi cận Tết. Mùa Tết năm 2014, cùng với những sản phẩm dán mác ngựa được ưa thích khác, nhiều gia đình cũng tìm mua thịt của loài động vật này để làm mâm cỗ cúng cuối năm, thời gian gần Tết thịt ngựa bán khá chạy. Giá thịt ngựa năm 2014 khá mềm. Gần Tết, chỉ tăng nhẹ ngang với giá thịt bò. Ngoài bán thịt ngựa, còn nấu cao tại chỗ, giá cao ngựa Bạch giáo cao hơn cao ngựa đen và trắng, thời điểm gần Tết, cao ngựa thường được khách hàng mua làm quà biếu.
Càng gần Tết lượng thịt ngựa bán ra càng tăng mạnh, gấp 2, 3 lần ngày thường. Do quan niệm năm Giáp Ngọ không ăn thịt ngựa nên hầu hết khách mua về làm cỗ tất niên giải xui. Để làm quà biếu Tết, cao ngựa bạch và cao ngựa màu được tìm mua nhiều dù giá khá đắt, Năm con gì thì kiêng ăn con đấy, nên mua thịt ngựa về làm cỗ tất niên. Năm Ngọ thì không ăn thịt ngựa, nhưng thịt ngựa cuối năm lại giải đen. Nhân tiện thưởng thức thịt ngựa vì năm sau sẽ không sát sinh loài động vật này, ăn thịt ngựa cuối năm giải xui, thịt ngựa thơm, vị ngọt và chế biến được nhiều món ăn. Thịt ngựa chủ yếu được mua tại trại Thái Nguyên, hoặc nhập miếng lẻ từ Bắc Kạn hay Ba Vì. Tuy một số vùng như Thái Nguyên đã lập trang trại ngựa thịt nhưng không phải lúc nào cũng có hàng để bán vì nguồn cung khá thất thường.

### Châu Âu
Một số vùng của châu Âu, tiêu thụ thịt ngựa kéo dài từ thời Trung cổ cho đến tận ngày nay bất chấp lệnh cấm của Giáo hoàng Gregory III vào năm 732 vì cho đó là thực phẩm của người ngoại giáo đáng ghê tởm. Tuy nhiên, do ngựa cũng là một phương tiện vận chuyển và bạn của con người cho nên việc giết mổ và tiêu thụ thịt ngựa bị cấm kị ở một số nền văn hóa do vấn đề đạo đức.

Ở Âu châu người Ý ăn thịt ngựa nhiều nhất, 1 kg mỗi đầu người/1 năm, kế đó là người Luxemburg (680 gr), rồi đến Pháp (380 gr), ở Đức chỉ 40 gr. (thống kê vào năm 2007 chung cho thịt ngựa, lừa). Thịt ngựa được nhập cảng vào Âu châu đa số là từ Canada, Mexico và Argentina, tổng cộng là 28 ngàn tấn vào năm 2011. Trong khi Liên hiệp Âu châu tự sản xuất khoảng 70 ngàn tấn đa số từ Ý, Ba Lan và Romania.
Anh là quốc gia mà ngựa được coi là một con vật được yêu chương, gần gũi việc ăn thịt ngựa gần như được xem là cấm kỵ. Đối với người Anh và Ireland, lừa bán thịt ngựa còn là một sự sỉ nhục bởi trong cộng đồng những người nói tiếng Anh, kể cả người Mỹ và người Canada, thịt ngựa nằm trong danh sách thực phẩm cấm kỵ, bắt nguồn từ năm 732 sau Công nguyên khi Giáo hoàng Gregory III nỗ lực chấm dứt việc ăn thịt ngựa trong giáo dân. Sở dĩ thịt ngựa bị coi khinh vì so với loài nhai lại như bò và cừu thì cũng ăn lượng cỏ như nhau nhưng hiệu suất biến cỏ thành thịt kém rất xa và quan trọng hơn cả có lẽ là yếu tố tình cảm.

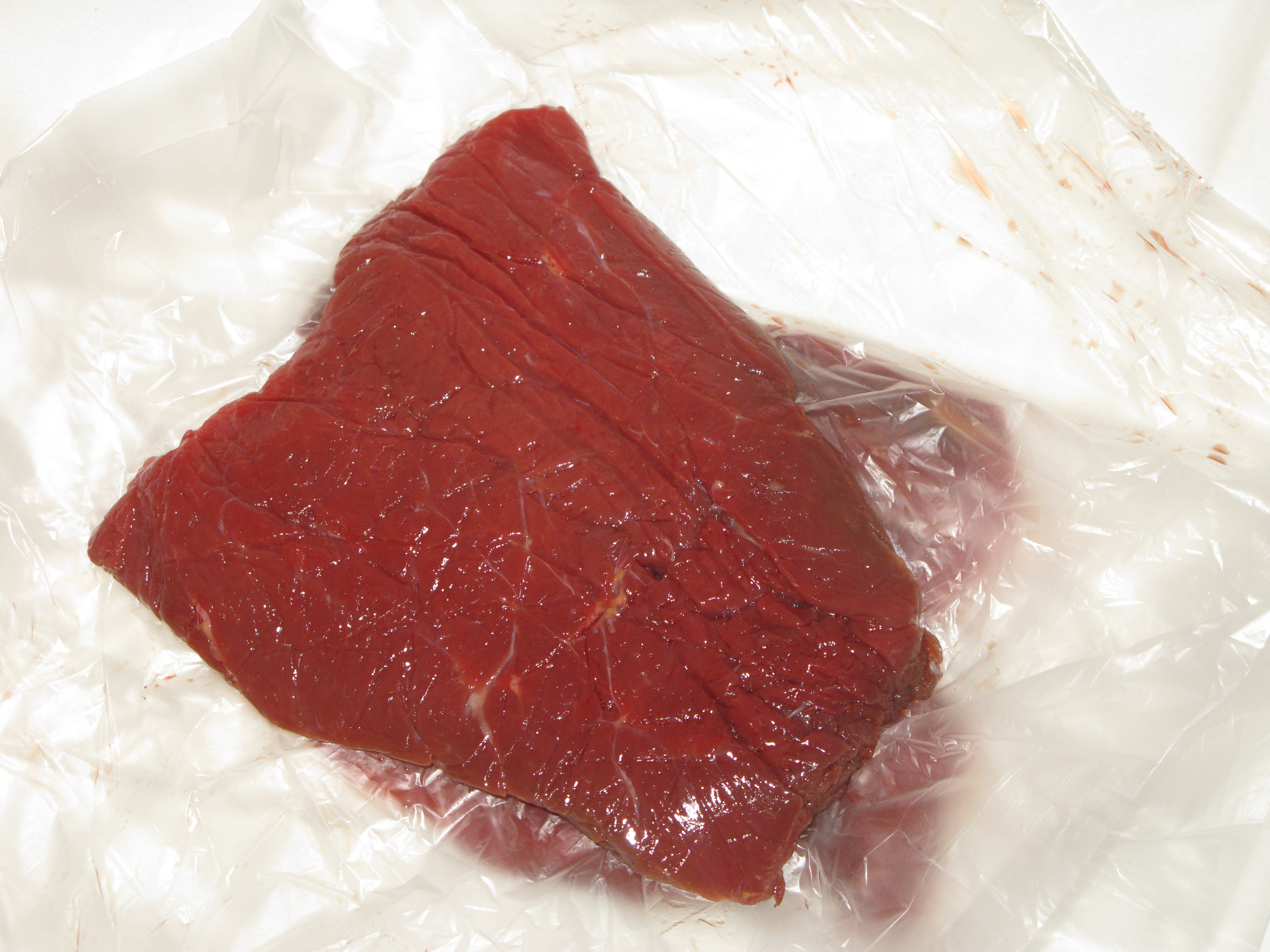
Một tảng thịt ngựa

Do Thái giáo cấm ăn thịt ngựa vì cho rằng, đây là loài thú móng chẻ chứ không phải loài nhai lại và chỉ được sử dụng như là phương tiện chuyên chở. Ngoài ra, hiện nay ngựa được nhìn nhận với thân phận thú nuôi ở một số quốc gia phương Tây - đặc biệt ở Mỹ, Anh và Ireland - cho nên sự cấm kị ăn thịt loài động vật này càng được củng cố. Tại phần lớn các quốc gia nói tiếng Anh trên thế giới - Anh, Mỹ, Ireland và Australia - việc giết mổ ngựa làm thực phẩm bị chống đối do họ coi ngựa giống như những thú nuôi khác như chó và mèo.
Tuy nhiên, tại các quốc gia phương Tây khác, thịt ngựa không chỉ được chấp nhận là thực phẩm hàng ngày thậm chí còn được đánh giá cao. Đặc biệt là ở Pháp. Theo truyền thuyết, người Pháp bắt đầu thưởng thức món thịt ngựa từ trận chiến Eylau vào năm 1807, khi đó Nam tước Dominique-Jean Larrey khuyên Napoleon cho đoàn quân đang đói ăn thịt ngựa chiến để lấy sức. Thậm chí ở Pháp người ta thậm chí có món thịt ngựa sống ăn với lòng đỏ trứng gọi là Tartare de boeuf. Thịt ngựa nguyên chất, thịt ngựa sạch thì không vấn đề gì cho sức khỏe bởi thịt ngựa cũng là loại thực phẩm có dinh dưỡng và được tiêu thụ nhiều ở châu Âu.
Ở Đức, thịt ngựa theo truyền thống là thành phần chính của Rheinischer Sauerbraten - món thịt ngựa om nổi tiếng của nước này, nhưng bây giờ thường thì thịt bò được dùng. Ở Na Uy thời tiền Cơ Đốc, ngựa là con thú đắt tiền cho nên việc ăn thịt ngựa là bằng chứng cho thấy đẳng cấp giàu sang của người ăn. Khi Na Uy quy theo Cơ Đốc giáo, thịt ngựa bị cấm dùng và ai ăn món này bị coi là kẻ dị giáo. Song ngày nay thịt ngựa đã trở nên phổ biến ở Na Uy.
Năm 2013, xảy ra Một vụ bê bối thịt giả mạo năm 2013 là một vụ bán thịt giả mạo tại Âu Châu, khi các loại thực phẩm được quảng cáo có chứa thịt bò nhưng thực chất được phát hiện có chứa thịt ngựa không khai báo, lên đến 100% hàm lượng thịt trong một số trường hợp, và các loại thịt không khai báo khác, chẳng hạn như thịt heo. Vụ việc bị đưa ra ánh sáng ngày 15 tháng 1 năm 2013, khi có báo cáo rằng DNA của ngựa được phát hiện trong thịt bò burger đông lạnh bày bán tại một số siêu thị Ireland và Anh. Vụ bê bối "thịt ngựa giả bò" đang gây chấn động khắp châu Âu đã bắt đầu lan sang châu Á với điểm bùng phát đầu tiên là ở Hồng Kông (Trung Quốc.)

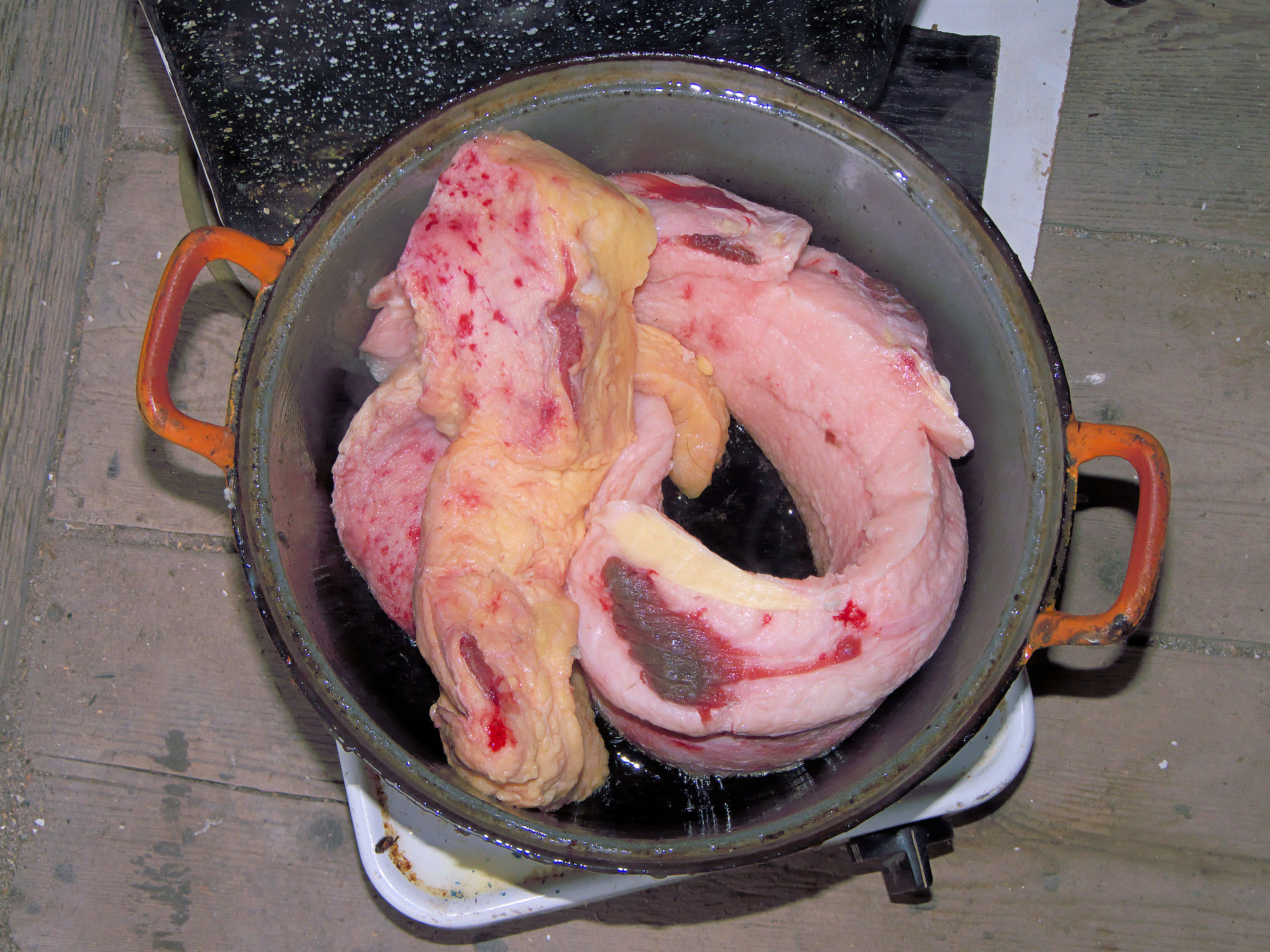
Thịt mỡ của con ngựa

Vụ việc bắt đầu bằng phát hiện thông báo qua xét nghiệm DNA đã tìm thấy trong 27 mẫu bánh mì kẹp thịt bằm (hamburger) có chứa thịt ngựa trong 10 mẫu và thịt lợn trong 23 mẫu. Ngoài ra, cũng tại Anh quốc, người ta tìm thấy trong bánh lasagne (một loại bánh trộn thịt bò của Ý) có từ 60 đến 100% thịt ngựa. Vụ việc có tác động đến 4,5 triệu sản phẩm, kéo theo 13 quốc gia liên hệ như Anh Pháp, Hà Lan, Rumania, Ba Lan, Áo, Thụy Điển..v.v… và 28 tập đoàn siêu thị bán lẻ, cụ thể là các hệ thống siêu thị như Tesco (hệ thống siêu thị lớn nhất của Anh), Iceland, Lidl của Anh. Auchan, Casino, Carrefour, Cora, Monoprix, Picard của Pháp.
Chính quyền Hà Lan đã và đang thu hồi khoảng 50.000 tấn sản phẩm thịt được bán khắp châu Âu dưới mác thịt bò, vì lo ngại rằng, thực tế chúng chứa thịt ngựa. Theo cơ quan chống gian lận thương mại của Pháp thì tổng cộng đã có 750 tấn thịt ngựa giả thịt bò bị đưa ra thị trường, trong đó 550 tấn dùng để chế biến thành khoảng 4,5 triệu sản phẩm thịt đông lạnh để bán ở 13 nước châu Âu.
Năm 2013, một vụ bán thịt giả mạo tại Âu Châu, khi các loại thực phẩm được quảng cáo có chứa thịt bò nhưng thực chất được phát hiện có chứa thịt ngựa không khai báo, lên đến 100% hàm lượng thịt trong một số trường hợp, và các loại thịt không khai báo khác, chẳng hạn như thịt heo. Vụ việc bị đưa ra ánh sáng ngày 15 tháng 1 năm 2013, khi có báo cáo rằng DNA của ngựa được phát hiện trong thịt bò burger đông lạnh bày bán tại một số siêu thị Ireland và Anh. Tại Anh và Ireland, cơ quan an toàn thực phẩm nhận thấy thịt ngựa lẫn trong thịt bò và thịt cừu bán ở một số nhà hàng và các siêu thị. Hamburger của Burger King cũng có thịt ngựa và công ty này phải chấm dứt hợp đồng với một hãng cung cấp thịt. Thịt ngựa thông dụng ở nhiều quốc gia trên thế giới kể cả Âu Châu, nhưng không phải đồ ăn bình thường tại Anh cũng như Hoa Kỳ. Ở Hòa Lan có nhiều hàng thịt bán thịt ngựa chế biến sẵn thành nhiều món ăn khác nhau. Tại Anh bán thịt ngựa không là phạm pháp nếu ghi rõ là thịt gì.
Ngày 12 tháng 2 năm 2013, Pháp trở thành quốc gia Âu Châu thứ nhì, sau Anh Quốc, xác nhận có sự kiện thịt đông lạnh đem bán cho dân chúng, thay vì thịt bò lại hóa ra thịt ngựa. Picard, nhà buôn lẻ có hằng trăm tiệm trên khắp nước Pháp, cho biết qua nhiều thử nghiệm, xác nhận có thịt ngựa hiện diện trong hai lô thịt "bò" đông lạnh và được thu hồi, sau khi vụ tai tiếng đổ bể.
Hệ thống bán lẻ Picard của Pháp nói tâm điểm của hiện tượng lo sợ về thực phẩm lan rộng trên khắp Âu Châu xuất phát từ công ty Pháp Comigel. Hệ thống này quyết định cho thu hồi tất cả sản phẩm của Comigel, chủ yếu là món Findus lasagne vốn bị phát giác ở Anh là gồm 100% thịt ngựa. Các nhà buôn lẻ ở Anh, Thụy Điển, Pháp, Thụy Sĩ và Hòa Lan cũng cho thu hồi các sản phẩm của Comigel như thịt viên, hamburger, lasagne,... ngay sau khi Comigel báo động có sự hiện diện của thịt ngựa trong sản phẩm Findus.
Về phần Comigel, họ phủ nhận không làm gì sai trái vì họ nhận thịt từ một công ty Pháp khác tên Spanghero, công ty này lại nói rằng nhận nguồn tiếp tế từ hai lò tế sinh ở România, được xem là thủ phạm tráo thịt ngựa cho thịt bò. Ngày 11 tháng Hai, Thủ tướng România, Victor Ponta, nói trong một cuộc họp báo rằng "không có bất bình thường" trong việc hai công ty ở Romania bán thịt gọi là thịt bò cho các hãng thực phẩm Âu Châu nhưng bị tố cáo là thịt ngựa.

### Châu Mỹ
Brazil cũng cấm dùng thịt ngựa tương tự như dân du mục Romani. Vào năm 2005, Mexico là quốc gia sản xuất thịt ngựa lớn thứ hai trên thế giới sau Trung Quốc. Còn đối với người Hồi giáo, họ chỉ ăn thịt ngựa hoang chứ không dùng thịt ngựa nuôi. Argentina là quốc gia sản xuất và xuất khẩu thịt ngựa, nhưng nó không được tiêu thụ trong nước do bị cấm.

## Một số lưu ý
Thịt ngựa, tươi ngon, có thể so được với thịt bò. Khi chế biến không chỉ thích hợp dùng để hầm, nấu, quay, ninh mà còn có thể dùng làm bít tết, nướng, rim, có thể thấy một số món ăn sau đây: Thịt ngựa cuộn rau củ nướng, thịt ngựa cuốn bánh tráng, thịt ngựa bằm xúc bánh đa, Thịt ngựa hầm nấm đùi gà, Dạ dày ngựa xào dưa, im ngựa chần, đuôi ngựa hầm thuốc bắc, nậm sườn ngựa (sườn sụn ngựa) om sấu, Lẩu ngựa, Bắp ngựa chần, Thịt ngựa nướng. Món thịt ngựa cuộn rau củ có thể thay cải rổ, cà-rốt, củ cải trắng bằng cải bẹ xanh, ớt chuông hay các loại rau củ tuỳ thích. Món thịt ngựa cuốn bánh tráng khi hấp có thể thêm thính để tăng hương vị của món ăn.
- Nếu chưa quen chế biến các món từ thịt ngựa, nên áp dụng các món nấu tương tự như bò hay bê. Thịt ngựa rất hợp với các loại rau và gia vị như: rau mùi tây, lá lốt, mù tạt, tỏi và tiêu sọ.
- Không nên cho thịt ngựa chưa qua chế biến vào tủ đông lạnh. Cách bảo quản này sẽ làm cho thịt dễ mất nước, khi chế biến món ăn sẽ khô. Tránh ăn loại thịt này dưới dạng còn sống như tái chanh, bóp thấu... vì sẽ dễ nhiễm ấu trùng giun tóc ký sinh từng gây dịch ở Pháp.
- Thịt ngựa nếu bảo quản không kỹ sẽ dễ bị nhiễm khuẩn, nhất là dưới dạng xay bằm. Vì thế, khi thực hiện món ngựa băm, bạn nên chế biến ngay để tránh hư hỏng.
- Nên đợi chảo nóng già mới cho thịt vào nhằm tạo lớp thịt chín ở bề mặt, giữ cho hàm lượng nước, chất béo và glycogen không thoát ra ngoài.

## Hình ảnh

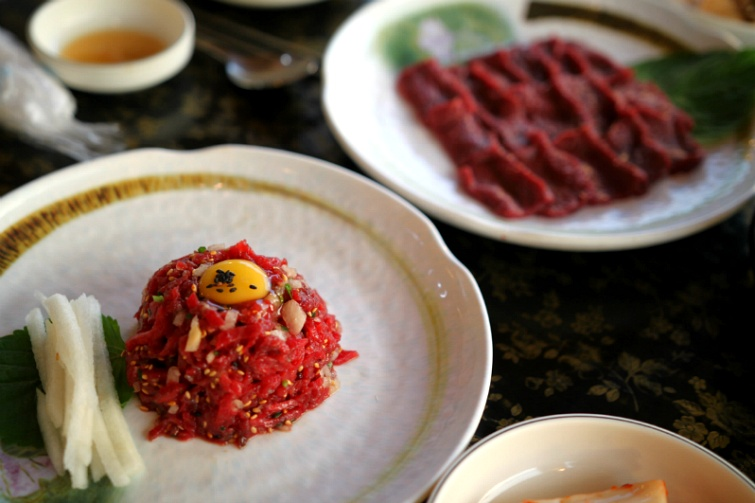
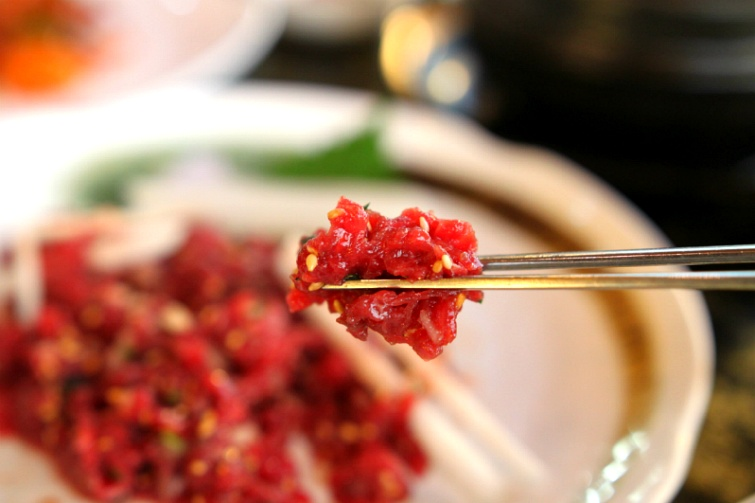
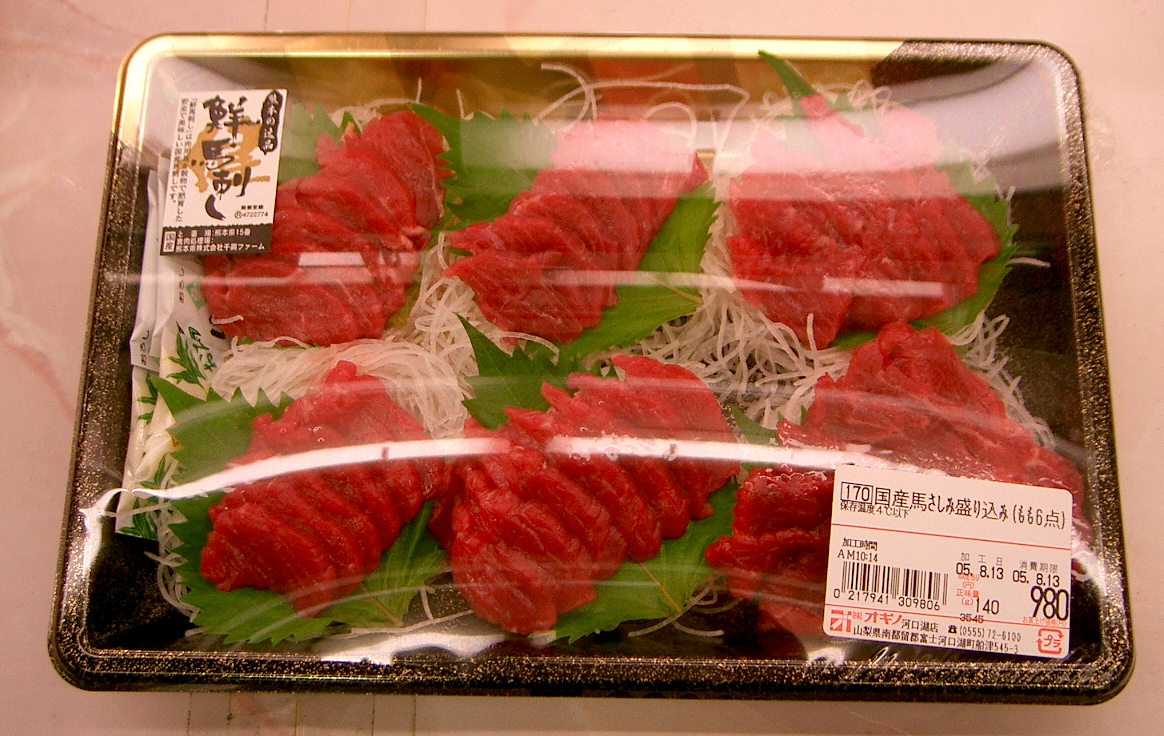
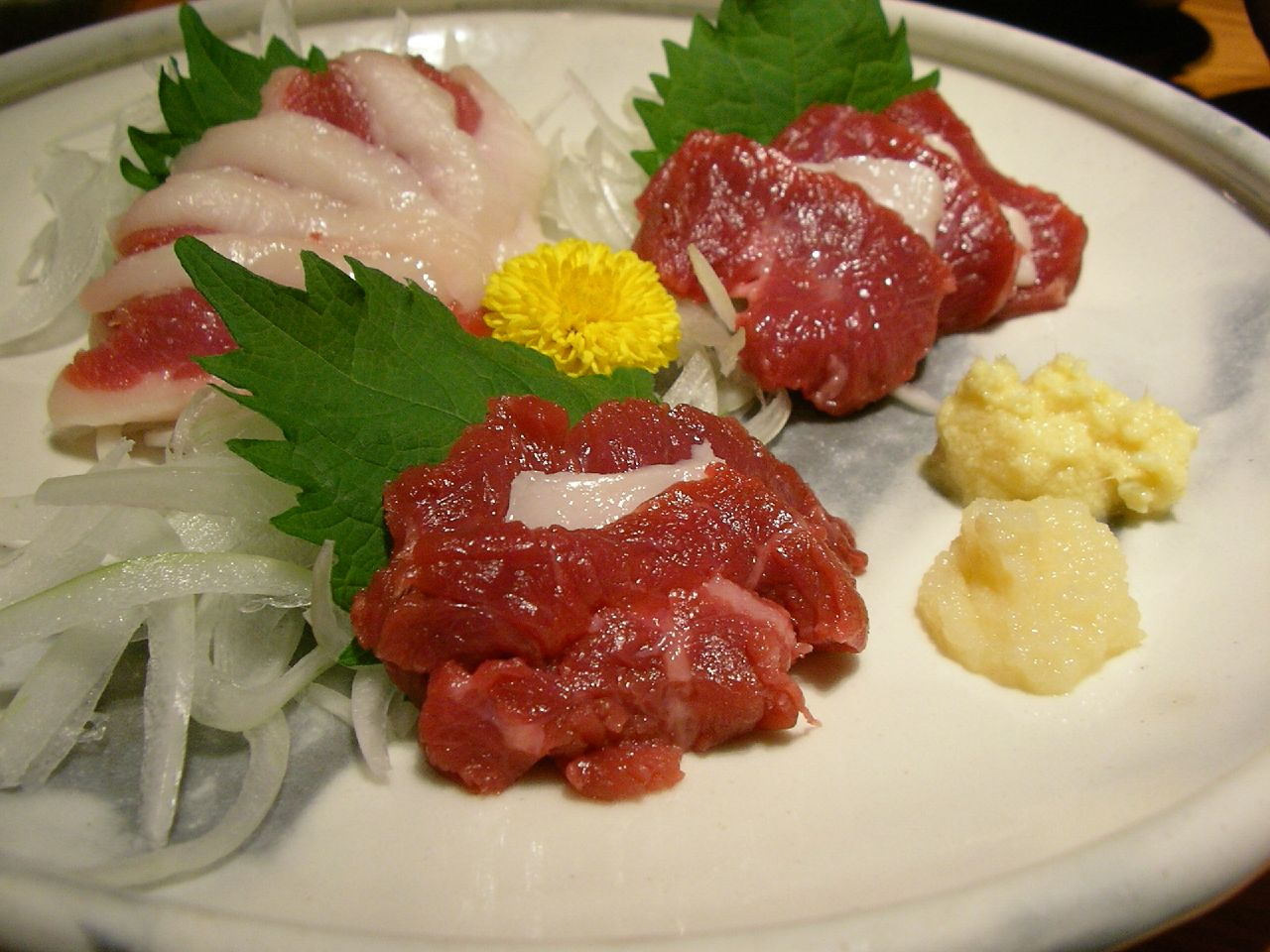
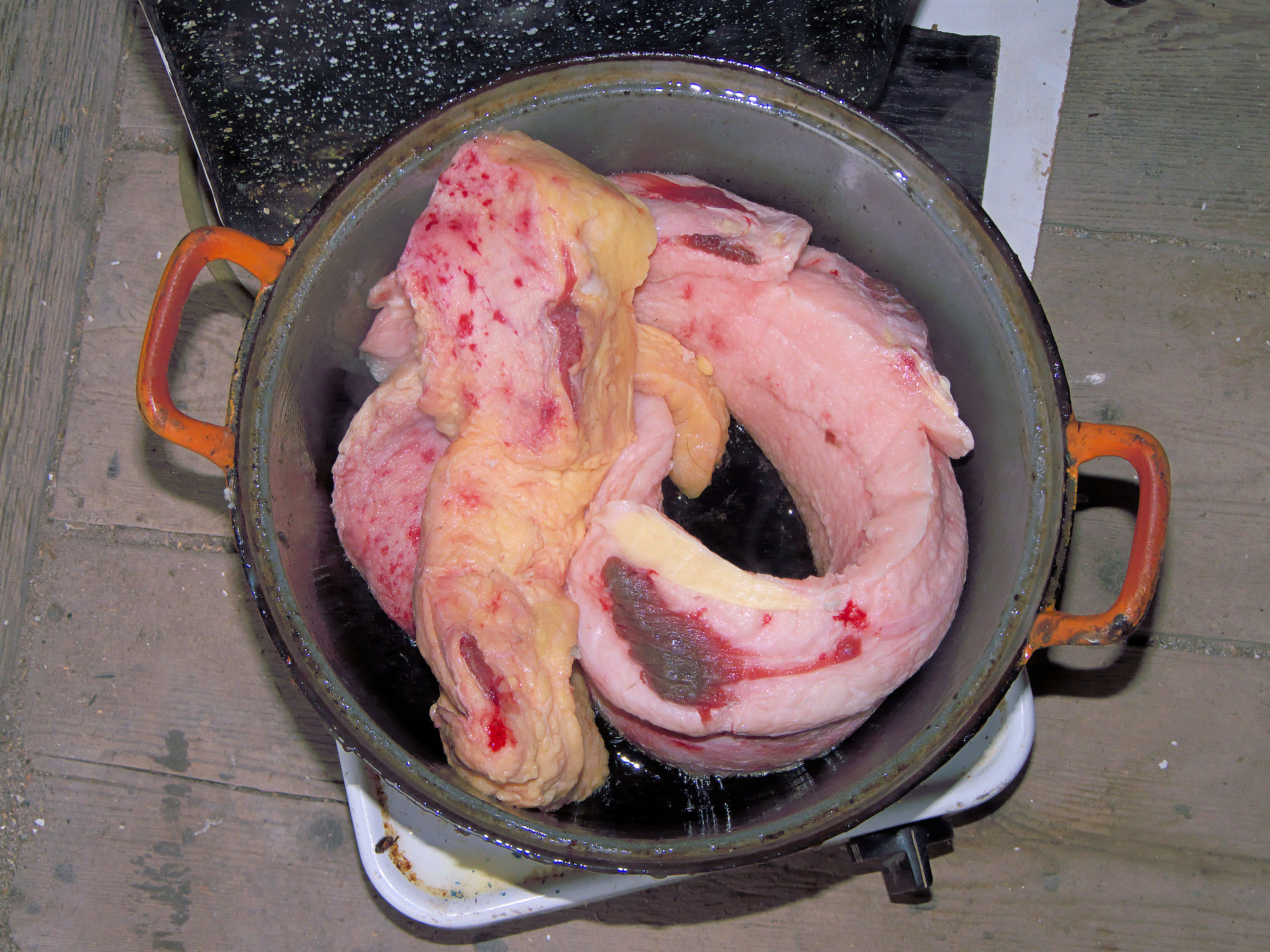
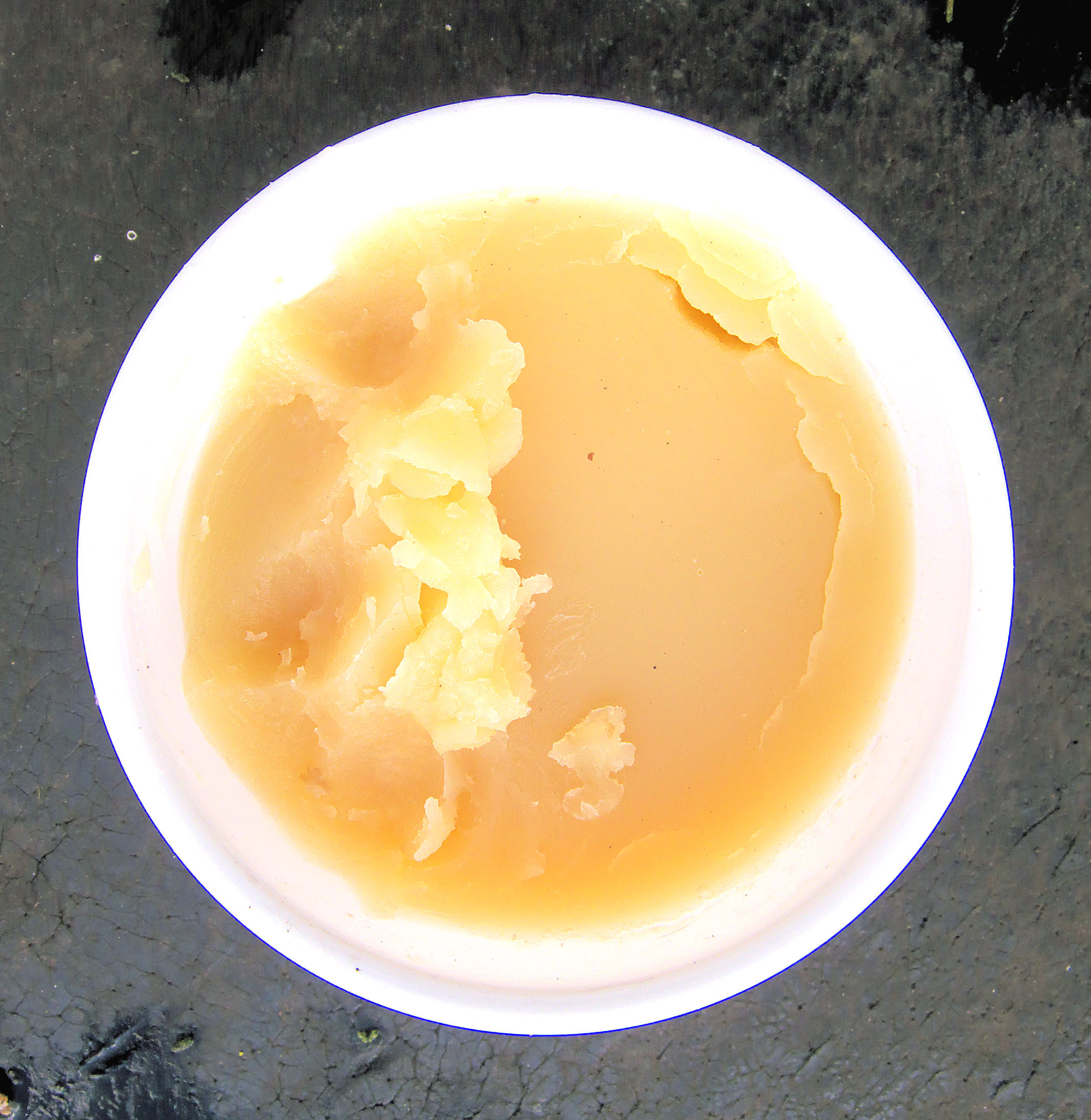
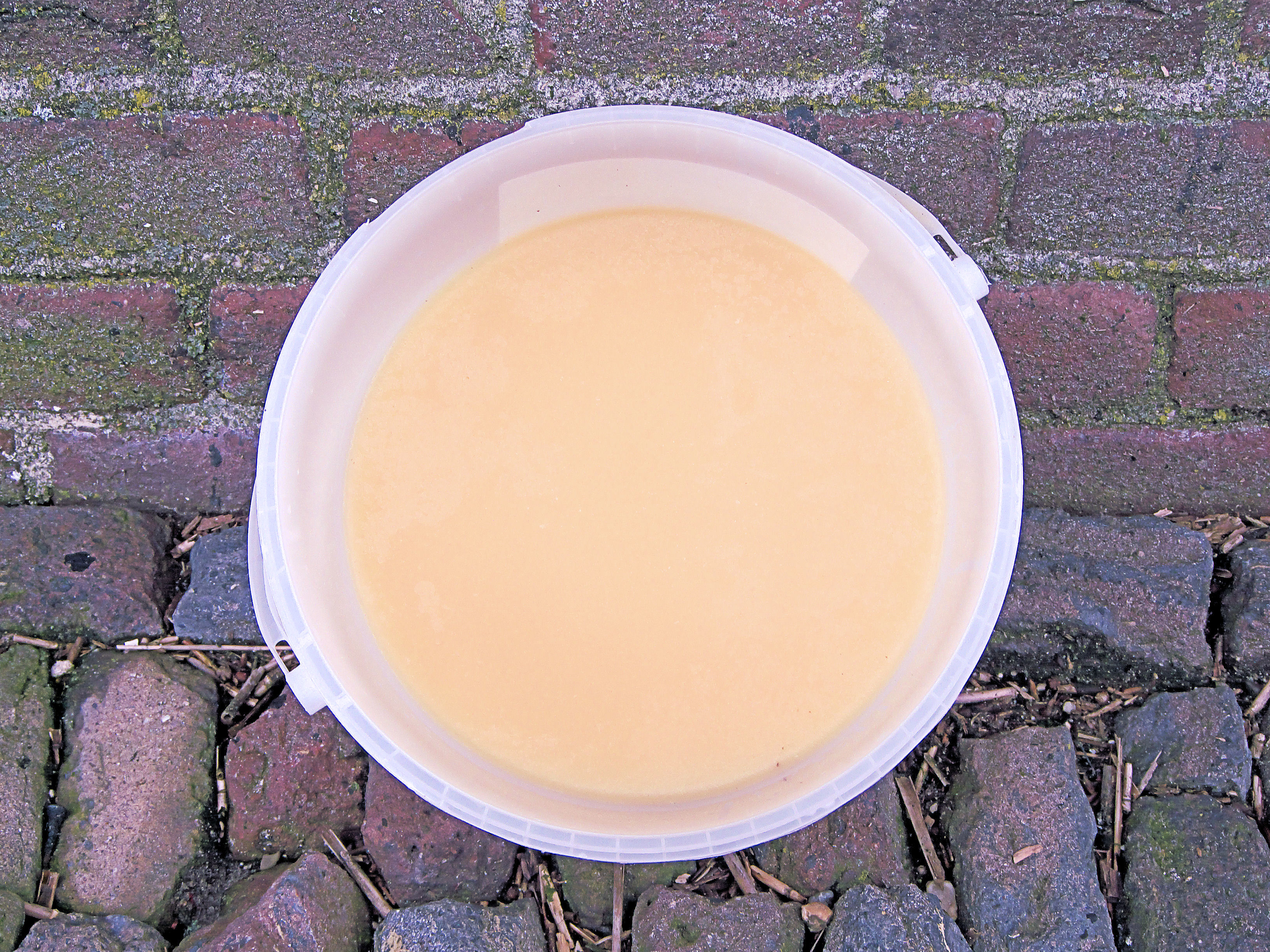